# اسکار اوسوریو
اسکار اوسوریو هرناندز (انگلیسی: Óscar Osorio Hernández; زاده ۱۴ دسامبر ۱۹۱۰ – درگذشته ۶ مارس ۱۹۶۹) سیاستمدار اهل السالوادور بود. وی از ۱۴ سپتامبر ۱۹۵۰ تا ۱۴ سپتامبر ۱۹۵۶ رئیس‌جمهور السالوادور بود.
اسکار اوسوریو در ۶ مارس ۱۹۶۹، در سن ۵۸ سالگی براثر نارسایی کلیه ناشی از سینه‌پهلو در ایالات متحده آمریکا درگذشت.